# 다윗
다윗(히브리어: דָּוִד  다윋, 아랍어: داود, 그리스어: Δαυὶδ; 기원전 1030년경 ~ 기원전 970년경)은 이스라엘 왕국의 제 2대 왕으로서 40년 간(기원전 1010년 ~ 기원전 970년) 통치하였다. 그는 이스라엘 유다 지파 이새의 여덟 명의 아들 중 막내였다. 목동, 음악가, 시인, 군인 ,정치가, 예언자, 왕이었으며, 히브리어 성경(구약성경)에서 매우 두드러지게 언급되고 있는 사람이다. 성경에는 예수 그리스도를 다윗 왕가의 자손으로 언급하고 있다.

## 이름
히브리어 '다윋'은 "사랑"이라는 의미의 어근 'dwd'에서 파생했기 때문에 하느님에게서 "사랑받는 자"라는 뜻을 가진 것으로 추측된다. 그러나 히브리어 דָּוִד는 "중보자, 중재자"라는 뜻도 있다.

## 생애와 업적

### 생애
다윗은 목동이었던 청소년 시절, 이스라엘이 적국인 블레셋 나라와 대치하고 있던 전쟁 중에 이스라엘을 조롱하던 블레셋 군대의 거인 장수인 골리앗을 자신의 무릿매 돌로 이마를 정통으로 맞춰 쓰러뜨려 죽였고 결국 다윗의 공헌으로 이스라엘은 이 전투에서 승리를 거두었다.
당시 왕이었던 사울은 다윗을 신임하게 되었고 다윗의 음악 연주 실력을 인정하여 자주 그의 연주를 들었다. 그 후 다윗은 군인으로서 많은 전투에서 승리를 거두었다. 하지만 백성들이 "사울은 전쟁에서 천 명을, 다윗은 만명을 죽였다네"라며 다윗의 전쟁에서의 업적을 더 칭송하자, 사울은 다윗을 시기하기 시작하였으며 죽이려고 여러 번 시도하였다. 결국 다윗은 사울 왕을 피해 도망자의 신세가 되었지만, 그의 지지자들의 성원에 힘입어 사울 왕의 뒤를 이어 기원전 1077년 30세의 나이에 유다 지파의 왕좌에 먼저 올랐고 기원전 1070년에는 통일된 온 이스라엘 왕국의 왕이 되었다. 망명시기에 다윗은 민중들의 존경을 받아서 아둘람에 사회에서 소외된 민중들이 몰려들었다.
그는 유다 지파의 왕이 된 때부터 계산하여 총 40년 간 이스라엘을 통치하였다. 출애굽 이후 약 400년간 정복하지 못한 시온성과 예루살렘 주변을 정복하였다. 그는 생애 거의 전체를 통해 이스라엘에 주어진 여호와의 율법을 충실하게 지키면서 종교적으로 나라를 단합시켰으며, 그의 통치 기간 중 이스라엘 나라는 큰 번영을 누렸다.
하지만, 성경에는 다윗의 죄와 실수들도 언급하고 있다. 예로서 자신이 왕이었던 때에, 전쟁터에 나가 있던 우리아라는 군인의 아내 밧세바를 겁간(劫姦)하였고, 그 사실을 숨기기 위해 우리아를 전쟁터에서 적군에게 죽도록 조치하여 심각한 죄를 범한 일이 있었다. 성경에는 하나님(야훼)이 예언자 나단을 통해 그의 죄를 밝히자, 다윗은 자신의 죄를 인정하고 빌었으므로, 하나님은 다윗이 죽임을 당하지는 않도록 자비를 베풀었지만, 그로 인해 다윗의 집안에 재난이 닥칠 것이며 하나님이 막아주지는 않을 것임을 선언했다.
아들이었던 압살롬이 헤브론에서 반란을 일으켜 다윗의 모사였던 아히도벨을 모사로 삼고 예루살렘으로 진격하여 다윗이 죽을 뻔 했으나, 전열을 가다듬고 요압을 앞세워 승리하게 된다.
다윗은 자신의 나머지 생애 동안은 계속 하나님과 국민들을 위해 봉사하였으며, 하나님을 위한 성전 건축을 위해 토지를 마련하고 건축 설계를 하고 많은 자금과 건축 재료들을 모아 아들 솔로몬에게로 넘겨 주었다. 기원전 1037년에 아들 솔로몬이 공식적으로 왕권을 이어 받았고 성전은 솔로몬 통치중에 건축되었다. 또한 성경 기록에는 다윗 왕가를 통해 모든 인류를 구원할 메시아가 출현할 것이라는 기록이 나온다.

### 업적
- 다윗은 통일 이스라엘 왕국의 제 2대 왕이었으며 40년 간 통치하였다.
- 다윗은 음악과 시에 탁월한 재능이 있어서 자신이 직접 많은 노래를 작사, 작곡하였으며 많은 시도 남겼다. 그의 노래와 시 일부는 히브리어 성경인 시편에 기록되어 남아 있다.[20]
- 성경에 포함된 책 중에서 가장 아름답고 감동적이라고 알려진 시편을 기록하였다.
- 4000명의 대규모 합창단과 합주단을 조직하였고[21] 전문적으로 지도하는 사람 288명을 두었다.[22]
- 이스라엘 왕국에서 여호와에 대한 숭배를 위해 백성들을 연합시키고 백성들을 위한 정치를 펼쳐 종교적으로, 문화적으로, 정치적으로 전성기를 누렸다.
- 이스라엘 왕국에서 숭배 중심지가 된 예루살렘의 거대한 성전 건축을 위한 터전을 닦았다.

## 저서
- 시편 중 일부의 작품들

## 가계
- 미갈
- 아히노암
  - 암논
- 아비가일
  - 킬압
- 마아카
  - 압살롬
- 하낏
  - 아도니야
- 아비탈
  - 스파트야
- 에글라
  - 이트르암
- 밧세바
  - 솔로몬

기타
- 삼무아
- 소밥
- 나탄
- 입하르
- 엘리수아
- 네펙
- 야피아
- 엘리사마
- 엘야다
- 엘리펠렛

## 주요 전투
- 엘라 골짜기 전투
- 시글락 전투
- 기브온 전투
- 르파임 골짜기 전투
- 예루살렘 전투
- 다윗의 이민족 정벌
- 랍바 전투
- 압살롬의 난
- 세바의 난

## 관련 그림들
- Rembrandt, c. 1650: Saul and David.
- Mural of King David from an 18th-century sukkah (Jewish Museum of Franconia).
- Miniature from the Paris Psalter: David in the robes of a Byzantine emperor.
- Matteo Rosselli The triumphant David.

- King David playing the harp, ceiling fresco from Monheim Town Hall, home of a wealthy Jewish merchant.
- King David, stained glass windows from the Romanesque Augsburg Cathedral, late 11th century.
- Study of King David, by Julia Margaret Cameron. Depicts Sir Henry Taylor, 1866.
- The Ark is brought to Jerusalem (1896 Bible card illustration by the Providence Lithograph Company)
- Arnold Zadikow, 1930: The Young David displayed in the entrance of Berlin's Jewish Museum from 1933 until its loss during the Second World War.
- David on an Israeli stamp

## 같이 보기
- 다윗의 용사들
- 다윗성
- 다윗의 탑
- 이스라엘의 군주